# Stefan Matlęga
Stefan Matlęga (ur. 6 stycznia 1924 w Bronowie k. Płocka, zm. 23 listopada 2013) – polski suwnicowy i działacz komunistyczny, poseł na Sejm PRL VI i VII kadencji.

## Życiorys
Syn Jana i Czesławy. Uzyskał wykształcenie podstawowe, z zawodu suwnicowy. W 1945 wstąpił do Polskiej Partii Robotniczej i Związku Walki Młodych, a w 1948 wraz z PPR do Polskiej Zjednoczonej Partii Robotniczej.
W 1945 był pracownikiem cukrowni Borowiczki, w latach 1946–1948 pracował w Rejonie Dróg Publicznych w Płocku, a w latach 1948–1950 zatrudniony był w płockiej Fabryce Maszyn Żniwnych. W 1950 skierowano go na szkolenie do szkoły partyjnej w Konstancinie, którą ukończył w 1951. Skierowany został następnie do pracy w aparacie partyjnym na funkcję sekretarza Komitetu Gminnego w Lelisie, skąd po roku przeniesiono go do gminy Rzekuń. W maju 1953 został instruktorem w Komitecie Powiatowym PZPR w Ostrołęce. W 1962 został brygadzistą Ostrołęckich Zakładów Celulozowo-Papierniczych. 
W 1972 i 1976 uzyskiwał mandat posła na Sejm PRL w okręgu Ostrołęka. Przez dwie kadencje zasiadał w Komisji Leśnictwa i Przemysłu Drzewnego, której w trakcie VII kadencji był zastępcą przewodniczącego. Od 1975 do 1981 był członkiem Komitetu Wojewódzkiego PZPR w Ostrołęce, w tym w latach 1975–1978 i 1979–1981 jego egzekutywy. Był również zastępcą członka Komitetu Centralnego PZPR.
Pochowany na cmentarzu miejskim w Ostrołęce.

## Odznaczenia
- Krzyż Kawalerski Orderu Odrodzenia Polski
- Złoty Krzyż Zasługi
- Srebrny Krzyż Zasługi
- Medal 10-lecia Polski Ludowej
- Medal 30-lecia Polski Ludowej
- Złota Odznaka „Za zasługi dla województwa warszawskiego”